# Laurence Olivier Award for Best Performance in a Supporting Role
Der Laurence Olivier Award for Best Performance in a Supporting Role (deutsch: Laurence Olivier Auszeichnung für die beste Leistung in einer Nebenrolle) ist ein britischer Theater- und Musicalpreis, der erstmals 1976 und letztmals 2012 vergeben wurde.

## Geschichte und Hintergrund
Die Laurence Olivier Awards werden seit 1976 jährlich in zahlreichen Kategorien von der Society of London Theatre vergeben. Sie gelten als höchste Auszeichnung im britischen Theater und sind vergleichbar mit den Tony Awards am amerikanischen Broadway. Ausgezeichnet werden herausragende Darsteller und Produktionen einer Theatersaison, die im Londoner West End zu sehen waren. Die Nominierten und Gewinner der Laurence Olivier Awards „werden jedes Jahr von einer Gruppe angesehener Theaterfachleute, Theaterkoryphäen und Mitgliedern des Publikums ausgewählt, die wegen ihrer Leidenschaft für das Londoner Theater“ bekannt sind. Eine der Preiskategorien ist der Laurence Olivier Award for Best Performance in a Supporting Role, der erstmals 1976 an Darsteller oder Darstellerinnen vergeben wurde. Bereits 1977 erfolgte eine Aufteilung in die zwei Auszeichnungen Laurence Olivier Award for Best Actor in a Supporting Role und Laurence Olivier Award for Best Actress in a Supporting Role, die zunächst bis 1984, dann wieder von 1991 bis 1997, von 2000 bis 2002 und 2010 bis 2011 erfolgte und in dieser Aufteilung seit 2013 besteht. Die Auszeichnung Laurence Olivier Award for Best Performance in a Supporting Role wurde letztmals 2012 vergeben.

## Gewinner und Nominierte
Die Übersicht der Gewinner und Nominierten listet pro Jahr die nominierten Darsteller/Darstellerinnen und ihre Rollen in den Schauspielen. Der Gewinner eines Jahres ist grau unterlegt und fett angezeigt.

### 1976
| Jahr | Darsteller         | Schauspiel                                                     | Rolle                                                    |
| 1976 |                    |                                                                |                                                          |
| ---- | ------------------ | -------------------------------------------------------------- | -------------------------------------------------------- |
| 1976 | Margaret Courtenay | Separate Tables                                                | Mrs Railton-Bell                                         |
| 1976 | Bill Fraser        | The Fool, M. Perrichon’s Travels, Twelfth Night und The Circle | Admiral Radstock / Fotograf / Toby Belch / Lord Porteous |
| 1976 | Trevor Peacock     | Henry IV, Parts 1 und 2 und The Merry Wives of Windsor         | Poins / Sir Hugh Evans                                   |
| 1976 | André van Gyseghem | Henry IV, Parts 1 und 2 und Hamlet                             | Baron Tito Belcredi / Polonius                           |

### 1985–1989
| Jahr                | Darsteller                                                                  | Schauspiel                                            | Rolle |
| ------------------- | --------------------------------------------------------------------------- | ----------------------------------------------------- | ----- |
| 1985                |                                                                             |                                                       |       |
| Imelda Staunton     | A Chorus of Disapproval and The Corn is Green                               | Hannah Llewellyn / Bessie Watty                       |       |
| Maria Aitken        | Waste                                                                       | Frances Trebell                                       |       |
| Patricia Routledge  | Richard III                                                                 | Margarete von Anjou                                   |       |
| Zoë Wanamaker       | Mother Courage and Her Children                                             | Mutter Courage                                        |       |
| 1986                |                                                                             |                                                       |       |
| Paul Jesson         | The Normal Heart                                                            | Felix                                                 |       |
| Janet Dale          | The Merry Wives of Windsor und Othello                                      | Mistress Page / Emilia                                |       |
| Nicky Henson        | As You Like It und The Merry Wives of Windsor                               | Touchstone / Ford                                     |       |
| Fiona Shaw          | As You Like It und Mephisto                                                 | Celia / Erika Bruckner                                |       |
| 1987                |                                                                             |                                                       |       |
| Michael Bryant      | King Lear und Antony and Cleopatra                                          | The Fool / Enobarbus                                  |       |
| Robin Bailey        | Fathers and Sons                                                            | Vassily Ivanyich Bazarov                              |       |
| Diane Bull          | Tons of Money                                                               | Louise Allington                                      |       |
| Sheila Reid         | When I was a Girl I Used to Scream and Shout                                | Morag                                                 |       |
| 1988                |                                                                             |                                                       |       |
| Eileen Atkins       | Cymbeline, The Winter’s Tale und Mountain Language                          | Queen / Paulina / Ältere Frau                         |       |
| Rudi Davies         | A Touch of the Poet                                                         | Sara Melody                                           |       |
| Serena Evans        | Henceforward…                                                               | Zoe                                                   |       |
| Tony Haygarth       | The Tempest                                                                 | Trinculo                                              |       |
| 1989/90             |                                                                             |                                                       |       |
| Michael Bryant      | Hamlet, The Voysey Inheritance und Racing Demon                             | Polonius / Peacey / Rev. Harry Henderson              |       |
| Linda Kerr Scott    | Ghetto                                                                      | Djigan                                                |       |
| Simon Russell Beale | The Man of Mode, Restoration, Playing with Trains und Some Americans Abroad | Sir Fopling Flutter / Lord Are / Danny / Henry McNeil |       |
| Zoë Wanamaker       | Othello                                                                     | Emilia                                                |       |

### 1996–1999
| Jahr           | Darsteller                         | Schauspiel              | Rolle           |
| 1996           |                                    |                         |                 |
| -------------- | ---------------------------------- | ----------------------- | --------------- |
| 1996           | Simon Russell Beale                | Volpone                 | Mosca           |
| 1996           | Ben Chaplin                        | The Glass Menagerie     | Tom Wingfield   |
| 1996           | Geraldine McEwan                   | The Way of the World    | Lady Wishfort   |
| 1996           | Claire Skinner                     | The Glass Menagerie     | Laura Wingfield |
| 1998           |                                    |                         |                 |
| Sarah Woodward | Tom & Clem                         | Kitty                   |                 |
| Michael Bryant | King Lear                          | Lear’s Fool             |                 |
| Ronald Pickup  | Amy’s View                         | Frank Oddie             |                 |
| Paul Rhys      | King Lear                          | Edgar                   |                 |
| 1999           |                                    |                         |                 |
| Brendan Coyle  | The Weir                           | Brendan                 |                 |
| Emma Fielding  | The School for Scandal             | Lady Teazle             |                 |
| Adam Godley    | Cleo, Camping, Emmanuelle and Dick | Kenneth                 |                 |
| Michael Sheen  | Amadeus                            | Wolfgang Amadeus Mozart |                 |

### 2002–2009
| Jahr                 | Darsteller                  | Schauspiel            | Rolle             |
| 2002                 |                             |                       |                   |
| -------------------- | --------------------------- | --------------------- | ----------------- |
| 2002                 | Toby Jones                  | The Play What I Wrote | Arthur            |
| 2002                 | Desmond Barrit              | Henry IV              | Sir John Falstaff |
| 2002                 | Ned Beatty                  | Cat on a Hot Tin Roof | Big Daddy Pollitt |
| 2002                 | Adam Godley                 | Mouth to Mouth        | Gompertz          |
| 2002                 | Malcolm Sinclair            | Privates on Parade    | Major Giles Flack |
| 2003                 |                             |                       |                   |
| Essie Davis          | A Streetcar Named Desire    | Stella Kowalski       |                   |
| Jessica Hynes        | The Night Heron             | Bolla                 |                   |
| Mark Strong          | Twelfth Night               | Orsino                |                   |
| Sian Thomas          | Up for Grabs                | Dawn                  |                   |
| 2004                 |                             |                       |                   |
| Warren Mitchell      | The Price                   | Gregory Solomon       |                   |
| Joe Dixon            | The Roman Actor             | Paris                 |                   |
| Oliver Ford Davies   | Absolutely! (Perhaps)       | Laudisi               |                   |
| Paul Hilton          | Mourning Becomes Electra    | Orin                  |                   |
| 2005                 |                             |                       |                   |
| Amanda Harris        | Othello                     | Emilia                |                   |
| Samuel Barnett       | The History Boys            | Posner                |                   |
| Judi Dench           | All’s Well that Ends Well   | Countess Rossillion   |                   |
| Eddie Redmayne       | The Goat, or Who Is Sylvia? | Billy                 |                   |
| 2006                 |                             |                       |                   |
| Noma Dumezweni       | A Raisin in the Sun         | Ruth Younger          |                   |
| David Bradley        | Henry IV, Parts 1 und 2     | Henry IV.             |                   |
| Benedict Cumberbatch | Hedda Gabler                | George Tesman         |                   |
| Anne Reid            | Epitaph for George Dillon   | Kate Elliot           |                   |
| Paul Ritter          | Coram Boy                   | Otis Gardiner         |                   |
| 2007                 |                             |                       |                   |
| Jim Norton           | The Seafarer                | Richard Harkin        |                   |
| Samantha Bond        | Donkeys’ Years              | Rosemary              |                   |
| Deborah Findlay      | The Cut                     | Susan                 |                   |
| Mark Hadfield        | Thérèse Raquin              | Grivet                |                   |
| Colm Meaney          | A Moon for the Misbegotten  | Phil                  |                   |
| 2008                 |                             |                       |                   |
| Rory Kinnear         | The Man of Mode             | Fopling Fluter        |                   |
| Michelle Fairley     | Othello                     | Emilia                |                   |
| Pam Ferris           | The Entertainer             | Phoebe Rice           |                   |
| Conleth Hill         | Philistines                 | Teterev               |                   |
| 2009                 |                             |                       |                   |
| Patrick Stewart      | Hamlet                      | Claudius / Ghost      |                   |
| Oliver Ford Davies   | Hamlet                      | Polonius              |                   |
| Kevin McNally        | Ivanov                      | Lebedev               |                   |
| Paul Ritter          | The Norman Conquests        | Reg                   |                   |

### 2012
| Jahr | Darsteller     | Schauspiel           | Rolle                         |
| 2012 |                |                      |                               |
| ---- | -------------- | -------------------- | ----------------------------- |
| 2012 | Sheridan Smith | Flare Path           | Doris, Countess Skriczevinsky |
| 2012 | Mark Addy      | Collaborators        | Vladimir                      |
| 2012 | Oliver Chris   | One Man, Two Guvnors | Stanley Stubbers              |
| 2012 | Johnny Flynn   | Jerusalem            | Lee                           |
| 2012 | Bryony Hannah  | The Children’s Hour  | Mary Tilford                  |